# Batalla de Palermo (1624)
La batalla de Palermo de 1624 fue una contienda naval entre una doble escuadra de galeras hispanomaltesas, lideradas por Álvaro de Bazán y Benavides, Marqués de Santa Cruz, y una escuadra otomana proveniente de las provincias de Túnez y Argel. Concluyó en victoria de Bazán.

## Antecedentes
En 1624, Álvaro de Bazán y Benavides tuvo noticia desde el reino de Sicilia de que una escuadra combinada otomana de navíos de la Regencia de Argel y del puerto de Bizerta en el Túnez otomano, que podían juntar cada una trece navíos, estaba apresando desde hacía tiempo naves mercantes en las mismas costas de Italia y España. Deseoso de encontrarse con ellas, partió de Palermo en mayo con catorce galeras de la escuadra de Sicilia y catorce de la Orden de Malta, con las que sólo unos pocos días antes había capturado cerca de Ibiza a cuatro galeones otomanos cargados con valiosas mercancías que iban para Alejandría.
Coincidió que la flota otomana estaba al otro lado de Palermo, a diez leguas, y ambas armadas se confrontaron inmediatamente.

## Batalla
A pesar de su inferioridad numérica, los otomanos se abrieron en ala y se dispusieron para el combate. Bazán envió entonces al alférez Juan de Quesada en un bote y les impelió a rendirse, pero el capitán turco de las galeras bizertíes respondió demandando que les permitiesen paso hasta Argel o entrarían en combate. La batalla comenzó poco después, con Bazán ordenando a la artillería disparar con todo. Las galeras musulmanas se vieron abrumadas y trataron de dar media vuelta y huir en dirección contraria, pero las cristianas les dieron caza, hundiendo siete de ellas y capturando las seis restantes al final del día. Se tomaron numerosos prisioneros y se liberó a 400 galeotes cristianos.

## Posterioridad
La victoria fue comunicada al virrey de Sicilia, Manuel Filiberto de Saboya, que ordenó que se repartiese el botín entre los tripulantes de la armada. Bazán volvería a salir el mismo mes en busca del resto de las galeras berberiscas, dando como resultado la batalla del golfo de Túnez.